# Andonectes trujillo
Andonectes trujillo är en skalbaggsart som beskrevs av García 2002. Andonectes trujillo ingår i släktet Andonectes och familjen dykare. Inga underarter finns listade i Catalogue of Life.